# 北海道糖業
北海道糖業株式会社（ほっかいどうとうぎょう）は、北海道札幌市中央区に本社のある企業。家庭用商品では佃公彦の漫画『ほのぼの君』のキャラクターを用いた「ほのぼの印」ブランドで発売している。

## 製品
- 砂糖
  - 業務用大袋
  - 家庭用小袋
  - スティックシュガー
- 農業機械
  - 農薬散布機
  - クラストクラッシャー
  - 苗運搬機
  - 苗運搬分割機
  - ポットスライダー
  - てん菜播種プラント
  - 自動播種機
  - 自動覆土機、垂直コンベア
  - ポット展開機
  - 播種板ラック
  - 土詰装置
  - 播種ローラー台
  - とんとん
  - オイルマスター
  - 肥料・液肥

## 沿革
北海道糖業は1968年（昭和43年）に農林省（現在の農林水産省）及び北海道庁の行政指導並びに「甘味資源特別措置法」第19条に基づく農林大臣の勧告により、芝浦精糖や台糖（現在の三井製糖）、大日本製糖（現在のDM三井製糖ホールディングス）のビート糖（テンサイ）部門を分離統合して設立し、3社のビート糖事業部門に属する営業を譲り受けて発足した。かつては各製糖所に専用鉄道を敷設していた（北見製糖所は旧池北線上常呂駅から（1984年3月20日廃止）、道南製糖所は室蘭本線伊達紋別駅から（廃止時期不詳）、本別製糖所は旧池北線勇足駅から（1984年2月20日廃止）専用線があった）。
- 1968年（昭和43年）：芝浦製糖（北見製糖所）、台糖（道南製糖所）、大日本製糖（本別製糖所）のビート糖部門が分離独立し、「北海道糖業」設立。
- 1969年（昭和44年）：北海道東北開発公庫の出資を受け、経営基盤強化。
- 1996年（平成08年）：石狩市の石狩湾新港地域にバイオ工場完成[3]。
- 2007年（平成19年）：道南製糖所の製糖機械が「甜菜製糖業関連遺産」として経済産業省による「近代化産業遺産」（北海道における近代農業、食品加工業などの発展の歩みを物語る近代化産業遺産群）認定[4]。
- 2012年（平成24年）：三井製糖の子会社となる[5]。
- 2020年（令和02年）：本社所在地を東京都千代田区から札幌市中央区に移転。
- 2023年（令和05年）：関西営業所を閉鎖[6]

## 事業所
- 本社 - 札幌市中央区北1条西5丁目2 札幌興銀ビル
- 東京オフィス - 東京都港区芝5丁目26-16 Mita S-Garden[7]
- 北見製糖所 - 北海道北見市北上101-1
- 道南製糖所 - 北海道伊達市館山下町1
- 本別製糖所 - 北海道中川郡本別町勇足52
- バイオ生産部
  - 北見工場 - 北海道北見市北上101-1
  - 札幌工場 - 北海道石狩市新港中央3丁目753-2